# Gruppo Sportivo Roma Calcio Femminile 2010-2011
Questa voce raccoglie le informazioni riguardanti il Gruppo Sportivo Roma Calcio Femminile nelle competizioni ufficiali della stagione 2010-2011.

## Stagione
Nella stagione 2010-2011 il G.S. Roma Calcio Femminile ha disputato la Serie A, massima serie del campionato italiano femminile di calcio, per la ventesima volta nella sua storia sportiva e la terza dopo il suo ritorno al vertice del campionato, concludendo al sesto posto con 33 punti conquistati in 26 giornate, frutto di nove vittorie, sei pareggi e undici sconfitte.
In Coppa Italia, come da regolamento di quella stagione per tutte le squadre iscritte alla Serie A, la Roma entrò nel torneo al terzo turno, superando in partita secca il Villacidro Villgomme per 3-0 fuori casa, per poi affrontare agli ottavi di finale la Lazio CF, anche qui in partita secca, dove viene superata solo ai tiri di rigore dopo che i tempi regolamentari e i supplementari si conclusero a reti inviolate.

## Rosa
| N. |                   | Ruolo | Calciatrice          |
| -- | ----------------- | ----- | -------------------- |
|    | Italia (bandiera) | P     | Valentina Casaroli   |
|    | Italia (bandiera) | P     | Chiara Serafino      |
|    | Italia (bandiera) | P     | Beatrice Rea         |
|    | Italia (bandiera) | D     | Elisa Bartoli        |
|    | Italia (bandiera) | D     | Federica Bevilacqua  |
|    | Italia (bandiera) | D     | Eleonora Bischi      |
|    | Italia (bandiera) | D     | Eleonora Bussu       |
|    | Italia (bandiera) | D     | Benedetta De Angelis |
|    | Italia (bandiera) | D     | Veronica Di Cerbo    |
|    | Italia (bandiera) | D     | Roberta Filippozzi   |
|    | Italia (bandiera) | D     | Gioia Masia          |
|    | Italia (bandiera) | D     | Giulia Toti          |
|    | Italia (bandiera) | C     | Alessandra Barreca   |
|    | Italia (bandiera) | C     | Alessandra Bossi     |
|    | Italia (bandiera) | C     | Noemi Carosi         |
|    | Italia (bandiera) | C     | Alessia Cutillo      |

| N. |                   | Ruolo | Calciatrice            |
| -- | ----------------- | ----- | ---------------------- |
|    | Italia (bandiera) | C     | Giulia D'Antoni        |
|    | Italia (bandiera) | C     | Giorgia Giovannetti    |
|    | Italia (bandiera) | C     | Elena Petrugnaro       |
|    | Italia (bandiera) | C     | Elena Proietti         |
|    | Italia (bandiera) | C     | Ilenia Rossi           |
|    | Italia (bandiera) | C     | Flaminia Simonetti     |
|    | Italia (bandiera) | C     | Alessia Tuttino        |
|    | Italia (bandiera) | C     | Maria Iole Volpi       |
|    | Italia (bandiera) | A     | Nicol Condello         |
|    | Italia (bandiera) | A     | Sara Antonietta Davia  |
|    | Italia (bandiera) | A     | Vanessa De Carli       |
|    | Italia (bandiera) | A     | Giulia Di Carlo        |
|    | Italia (bandiera) | A     | Giorgia Fiaschi        |
|    | Italia (bandiera) | A     | Pamela Gueli           |
|    | Italia (bandiera) | A     | Sabrina Marta Marchese |
|    | Italia (bandiera) | A     | Maria Ilaria Pasqui    |

## Calciomercato
| Acquisti | Acquisti        | Acquisti    | Acquisti   |
| R.       | Nome            | a           | Modalità   |
| -------- | --------------- | ----------- | ---------- |
| C        | Alessia Tuttino | Chiasiellis | definitivo |

| Cessioni | Cessioni          | Cessioni | Cessioni   |
| R.       | Nome              | a        | Modalità   |
| -------- | ----------------- | -------- | ---------- |
| D        | Giorgia Curcuruto | Lazio CF | definitivo |
| D        | Flavia Vaccari    | Lazio CF | definitivo |

## Risultati

### Serie A

#### Girone di andata
| Arbitro: | Davide Giacinti (Ostia Lido) |

|                                   |           |  |
| Gueli 42’ Tuttino 89’ Barreca 90’ | Marcatori |  |

| Arbitro: | Alfio La Vaccara (Acireale) |

|  |           |                       |
|  | Marcatori | 14’ Volpi 68’ Bartoli |

| Arbitro: | Andrea Moraglia (Verona) |

|                   |           |  |
| Mascanzoni 5’, 7’ | Marcatori |  |

| Arbitro: | Aristide Capraro (Cassino) |

|             |           |              |
| Barreca 30’ | Marcatori | 87’ Sorvillo |

| Arbitro: | Michela Grotto (Schio) |

|             |           |                          |
| Toselli 80’ | Marcatori | 58’ Marchese 83’ Bartoli |

| Arbitro: | Michele Frasca (Sulmona) |

|  |           |                              |
|  | Marcatori | 20’, 55’ Sodini 32’ Bonansea |

| Arbitro: | Giorgio Natale Pretalli (Crema) |

|                                         |           |                   |
| Sabatino 46’, 52’ Boni 60’ (rig.), rig’ | Marcatori | 29’, 85’ Marchese |

| Arbitro: | Davide Giacinti (Ostia Lido) |

|                                             |           |               |
| Pasqui 2’, 72’ Volpi 19’ Barreca 34’ (rig.) | Marcatori | 4’ Berarducci |

| Arbitro: | Andrea Papalini (Nuoro) |

|                                        |           |  |
| Fuselli 48’ Camporese 55’ Iannella 77’ | Marcatori |  |

| Arbitro: | Stefano Adamo (Aprilia) |

|                         |           |  |
| Barreca 42’ Tuttino 85’ | Marcatori |  |

| Arbitro: | Matteo Borzani (Trieste) |

|                  |           |  |
| Vicchiarello 25’ | Marcatori |  |

| Arbitro: | Alessandro Fagnani (Roma) |

|  |           |            |
|  | Marcatori | 93’ Guagni |

| Arbitro: | Diego Provesi (Treviglio) |

|                                   |           |              |
| Tarenzi 16’ Rizzon 80’ Perini 93’ | Marcatori | 31’ Marchese |

#### Girone di ritorno
| Arbitro: | Abou Elkhayr Driss (Conegliano) |

|                                   |           |                        |
| Rigatti 65’ Salvatori Rinaldi 93’ | Marcatori | 33’ Pasqui 66’ Tuttino |

| Roma 19 febbraio 2011 15ª giornata | Roma CF                                        | 0 – 0 referto | Orlandia97 | Campo Pro Roma Calcio\| Arbitro: \| Francesco Ferdinando Iacopino (Albano Laziale) \| |
| Arbitro:                           | Francesco Ferdinando Iacopino (Albano Laziale) |               |            |                                                                                       |

| Arbitro: | Emilio Amici (Ciampino) |

|                    |           |  |
| Barreca 44’ (rig.) | Marcatori |  |

| Arbitro: | Renzo Esposito (Tolmezzo) |

|                                   |           |  |
| De Angelis 11’ (aut.) Riboldi 60’ | Marcatori |  |

| Arbitro: | Vincenzo Fiorini (Frosinone) |

|                         |           |            |
| Proietti 4’ Tuttino 31’ | Marcatori | 74’ Dayane |

| Arbitro: | Andrea Vayr (Collegno) |

|            |           |             |
| Rosucci 3’ | Marcatori | 52’ Barreca |

| Arbitro: | Nicola Lopreiato (Perugia) |

|  |           |                                    |
|  | Marcatori | 15’ Sabatino 86’ Gozzi 89’ Cernoia |

| Arbitro: | Federico Dionisi (L'Aquila) |

|                          |           |                                       |
| Zorri 20’ De Angelis 36’ | Marcatori | 32’ Barreca 52’ De Angelis 82’ Pasqui |

| Arbitro: | Michele Frasca (Sulmona) |

|  |           |                                                |
|  | Marcatori | 13’ Manieri 26’, 34’ Parejo 41’ Tona 87’ Fadda |

| Arbitro: | Matteo Bolsi (Parma) |

|  |           |            |
|  | Marcatori | 79’ Pasqui |

| Roma 7 maggio 2011 24ª giornata | Roma CF                    | 0 – 0 referto | Chiasiellis | Campo Pro Roma Calcio\| Arbitro: \| Aristide Capraro (Cassino) \| |
| Arbitro:                        | Aristide Capraro (Cassino) |               |             |                                                                   |

| Arbitro: | Arcangelo Vingo (Pisa) |

|           |           |            |
| Guagni 7’ | Marcatori | 71’ Pasqui |

| Arbitro: | Vincenzo Fiorini (Frosinone) |

|           |           |                               |
| Pasqui 3’ | Marcatori | 54’ Piva 73’ Trezzi 79’ Mauri |

### Coppa Italia

#### Terzo turno
| Villacidro 3 ottobre 2010 | Villacidro Villgomme             | 0 – 3 | Roma CF | Stadio Comunale\| Arbitro: \| Giovanni Battista Canu (Sassari) \| |
| Arbitro:                  | Giovanni Battista Canu (Sassari) |       |         |                                                                   |

#### Ottavi di finale
| Arbitro: | Daniele Viotti (Tivoli) |

|  |                      |  |
|  | Tiri di rigore 1 – 3 |  |

## Statistiche

### Statistiche di squadra
| Competizione | Punti | In casa | In casa | In casa | In casa | In casa | In casa | In trasferta | In trasferta | In trasferta | In trasferta | In trasferta | In trasferta | Totale | Totale | Totale | Totale | Totale | Totale | DR  |
| Competizione | Punti | G       | V       | N       | P       | Gf      | Gs      | G            | V            | N            | P            | Gf           | Gs           | G      | V      | N      | P      | Gf     | Gs     | DR  |
| ------------ | ----- | ------- | ------- | ------- | ------- | ------- | ------- | ------------ | ------------ | ------------ | ------------ | ------------ | ------------ | ------ | ------ | ------ | ------ | ------ | ------ | --- |
| Serie A      | 33    | 13      | 5       | 3       | 5       | 14      | 18      | 13           | 4            | 3            | 6            | 15           | 22           | 26     | 9      | 6      | 11     | 29     | 40     | -11 |
| Coppa Italia | -     | 1       | 0       | 1       | 0       | 0       | 0       | 1            | 1            | 0            | 0            | 3            | 0            | 2      | 1      | 1      | 0      | 3      | 0      | 3   |
| Totale       | -     | 14      | 5       | 4       | 5       | 18      | 13      | 14           | 5            | 3            | 6            | 18           | 22           | 28     | 10     | 7      | 11     | 32     | 40     | -49 |

### Statistiche delle giocatrici
| Giocatore | Serie A  | Serie A | Serie A     | Serie A    | Coppa Italia | Coppa Italia | Coppa Italia | Coppa Italia | Totale   | Totale | Totale      | Totale     |
| Giocatore | Presenze | Reti    | Ammonizioni | Espulsioni | Presenze     | Reti         | Ammonizioni  | Espulsioni   | Presenze | Reti   | Ammonizioni | Espulsioni |
| --------- | -------- | ------- | ----------- | ---------- | ------------ | ------------ | ------------ | ------------ | -------- | ------ | ----------- | ---------- |